# Hans Adolph Brorson
Hans Adolph Brorson (Randerup, 20 de junio de 1694 – Ribe, 3 de junio de 1764) fue un obispo luterano danés seguidor del movimiento pietista y un escritor de himnos.

Brorson creció dentro de una familia con fuerte arraigo clerical, sus hermanos era unos enérgicos vicarios pietistas. Comienza a publicar himnos en 1732 mientras era pastor en el sur de Jutlandia. 
Su trabajo más importante es Troens rare klenodie (1739; "La rara joya de la fe"). Esta obra contiene la traducción del alemán de la mayoría de los himnos del movimiento pietista así como 82 obras originales que fueron editadas siete veces durante su vida. En 1741 es elegido obispo de Ribe, en donde permanecerá el resto de su vida. 
Su éxito en la vida social y eclesial contrasta con los padecimientos que sufrió en su vida personal, un hijo enfermo, la temprana muerte de su primera esposa, pero se resignó a su sino. Algunos de estos problemas se reflejan en un segundo libro de himnos titulado, Svanesang (canción del cisne) que fue publicado de forma póstuma en 1765. De esta obra es destacable el popular himno funeral Her vil ties.
Olvidado tras su muerte fue otra vez conocido durante el romanticismos siendo considerado en la actualidad uno de los cuatro grandes escritores de himnos daneses. 
- Datos: Q348003
- Multimedia: Hans Adolph Brorson / Q348003